# Carlos Ertel
Carlos Luciano „Menta“ Ertel (* 18. Dezember 1974 in Canoas) ist ein ehemaliger brasilianischer Handballspieler.
Carlos Ertel begann in der Schule mit dem Handballsport, den auch seine Schwester ausübte. Zunächst spielte er für den örtlichen Verein in Canoas, bevor er Anfang der 1990er Jahre nach Novo Hamburgo zog. Dort wurde er brasilianischer Jugendmeister. Später lief er für den Giorama-Itajaí SC auf. Dort fiel der 1,85 m große Kreisläufer auch den Scouts der Nationalmannschaft auf und so wurde Ertel für die Junioren-Weltmeisterschaft 1995 in Argentinien nominiert. Ein Jahr darauf stand er im Kader der brasilianischen A-Nationalmannschaft für die Olympischen Spiele 1996 in Atlanta. Dort bestritt er bei der 20:31-Niederlage gegen Ägypten in der Vorrunde sein einziges Spiel, in dem er zwei Tore erzielte. 1997 wechselte „Menta“ zu A. A. A. Metodista nach São Paulo. Über Vasco gelangte er 2002 zu IMES-São Caetano, bei dem er bis zu seinem Karriereende spielte.
Bei den Panamerikanischen Spielen gewann er mit Brasilien 1999 die Silbermedaille, 2003 wurde er als letzter Spieler aus dem Kader gestrichen, 2007 gelang im heimischen Rio de Janeiro der Titelgewinn. Bei den Olympischen Spielen 2008 in Peking, bei denen Brasilien wie schon 1996 den elften Platz belegte, warf er 14 Tore in fünf Spielen. Außerdem stand Ertel im Aufgebot für die Weltmeisterschaften 2003, 2007 und 2009.
Insgesamt bestritt Ertel mindestens 205 Länderspiele, in denen er Tore 391 erzielte.